# Laurin & Klement B2
Laurin & Klement B2 byl automobil vyráběný automobilkou Laurin & Klement od roku 1907 do roku 1908.
Motor byl vodou chlazený čtyřválec s rozvodem SV uložený vepředu, poháněl zadní kola. Objem byl 1595 cm³, výkon 9 kW (12 koní). Dosahoval rychlosti 45 km/h.
Vyrobeno bylo celkem 10 kusů.